# Plebejus discoposteriora
Plebejus discoposteriora är en fjärilsart som beskrevs av Tutt 1909. Plebejus discoposteriora ingår i släktet Plebejus och familjen juvelvingar. Inga underarter finns listade i Catalogue of Life.